# Рігпа
Рігпа (тиб. རིག་པ,; санскр. विद्या, vidyā IAST, «чисте знання-бачення») — термін, використовуваний у вченнях буддизму і дзогчен для позначення початкового недвійного знання. У загальнобуддійському сенсі рігпа є синонімом терміна бачья (інтуїтивне знання), протилежного авід'ï (головної причини помилок та ілюзій), що прирікає на низку перероджень у сансарі. У дзогчені термін рігпа має дещо відмінні конотації і означає чисту і природну присутність як основу будь-якого знання, властивого всім видам істот і будь-яким станам свідомості, за допомогою якого ми всі маємо природу будди, ніколи не розлучаючись з нею, але рідко усвідомлюючи її.

## Апперцепція та вихід за її межі

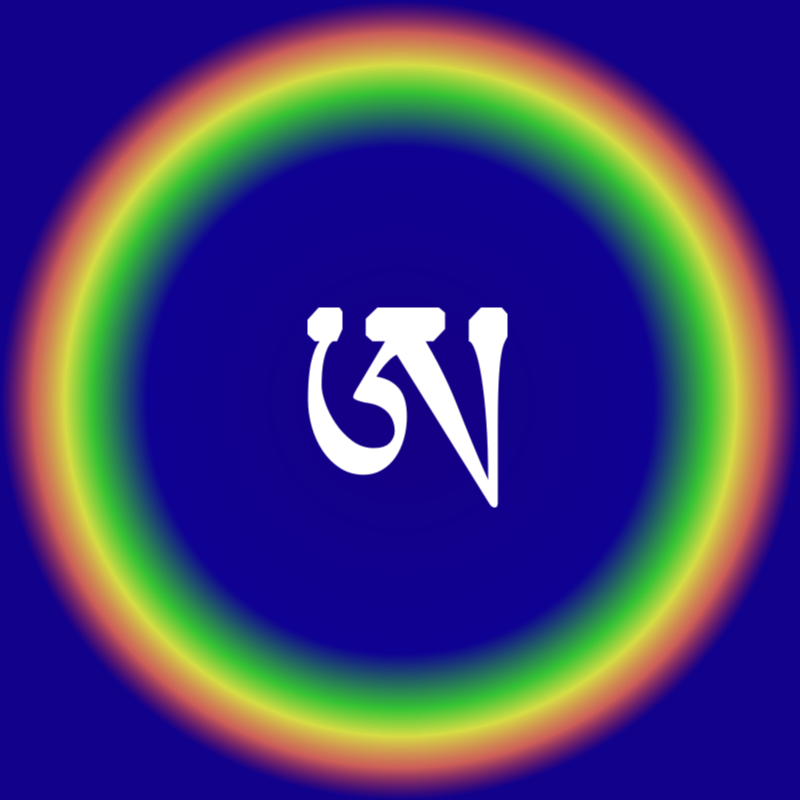
Тибетський склад А в обрамленні райдужного Тіглє. «А» символізує кадаг, а тіглє символізує лхундруб.

Рігпа має три ознаки, які називаються «три споконвічні мудрості»: Сутність, Природа та Енергія. Перші з них – це початкова чистота (кадаг, ka dag) сутнісної природи (нгобо, ngo bo) і спонтанна (лхундруб, lhun grub) функціональна природа (рангжин, rang bzhin). Функціональна природа рангжин – це термін, яким у дзогчені позначається пратітья самутпада, оскільки рангжин вказує на той аспект основи буття, який знаходиться під управлінням пратітья самутпада (взаємозалежного виникнення). У Махаяні порожнеча і взаємозалежне виникнення є два аспекти єдиної реальності. Аспект рангжин долається за допомогою спеціальних видів йоги (таких, як тогал, thod rgal, та ін), що перетворюють людське тіло на «райдужне тіло» самбхогакаї. У цьому контексті лхундруб відноситься до механізму спонтанного створення пізнаваних видимостей (грі розуму), при кожній маніфестації якого долається схильність до оман і тим самим здійснюється звільнення від сансари разом з її насінням.
Символом дзогчена є тибетська літера А, оточена райдужним тіглє. "А" символізує кадаг, а тіглє символізує лхундруб. Третій рівень мудрості – енергія, прояв початкового стану (тугдже, thugs rje) – це нерозривна єдність кадаг та лхундруб.
Найважливіший принцип дзогчена полягає у розрізненні чистого усвідомлення (рігпа) та обмеженого усвідомлення (сім, sems). Це розрізнення підкреслюється Джигме Лінгпа і перегукується з сімнадцяти тантрами.
В. П. Андросов характеризує рігпу як
чисте знання-бачення, позбавлене не тольки образів і значень, а й навіть ïх тіні. Не якесь містичне переживання, хоча у ньому воно і є, це не мета духовних устремлінь, хоча без знання-бачення вони безцільні. Рігпа — це абсолютне ніщо, що вроджене і присутнє у свідомості кожної істоти, у кожному акті психічної чи розумової події і навіть у проміжному стані між смертю та новим народженням — бардо. Те, що завжди є тут і зараз як присутність знання-бачення, без якого неможлива діяльність свідомості. Дзогченівський майстер — це той, хто в будь-яку мить будь-якого стану свідомості може «перейти» в рігпу, в чисту присутність
Крейг та ін. (1998: p. 476) описують «потік свідомості» або «потік розуму» як процес подій у свідомості (C) з використанням позначень алгебри C1, C2 and C3, демонструючи при цьому безпосередність недвійного знання на підставі аргументу Reductio ad absurdum:
Те, що недвійне знання є єдиним можливим знанням Я, доводить аргумент reductio. Якщо для знання про Я потрібне наступне знання C2, яке має C1 як свій зміст, тоді, оскільки знання C2 неможливо без знання C3, ad infinitum, то знання про Я неможливо, тобто, воно неможливо, якщо тільки не розуміти Я за допомогою пройдених етапів знання. Оскільки знання Я є безпосереднім знанням, знання Я має бути недвійним
У цій цитаті «недвійне знання» за допомогою тибетської термінології слід було б назвати рігпа, а «знання Я» - тибетським терміном рангриг (rang rig). Рігпа являє собою скорочення терміну рангрігпа, який включає обидва терміни: рігпа і рангріг. Другий термін у перекладах на тибетську служить як еквівалент санскритського слова «свасамведана/свасамвітті» (самоспостереження) і має різні сенси в різних навчаннях. У працях Дхармакірті він відноситься до бачення двоїстої свідомості в рефлексивній свідомості, що Еліас Капрілес трактує за допомогою переосмисленої сартровської термінології як недвійне бачення усвідомлення об'єкта, в якому відсутня зв'язок між недвійним баченням і усвідомленням об'єкта, оскільки їх відносини подібні дзеркалу та відображенню у цьому дзеркалі. У цьому сенсі термін «свасамведана/свасамвітті» має на увазі здатність відображення і має безпосереднє відношення до кантовського терміну «апперцепція» або «усвідомлення сприйняття світу людською свідомістю».
У дзогчені він позначає розчинення двоїстої свідомості в недвоїстому знанні-баченні, причому це недвоїсне знання-бачення означає не недвоїсте знання двоїстого усвідомлення об'єкта, а є необхідною умовою для недуалістичного, неконцептуального мислення. У цьому зв'язку у цьому випадку не можна говорити ні про рефлексивность, ні про апперцепцію, оскільки немає двоїстого, концептуального сприйняття, про яке могло б знати недвійне знання-бачення. Існує думка, що розглянуті відмінності несуттєві і що вони зникають у практиці медитації.